# Hula hoop

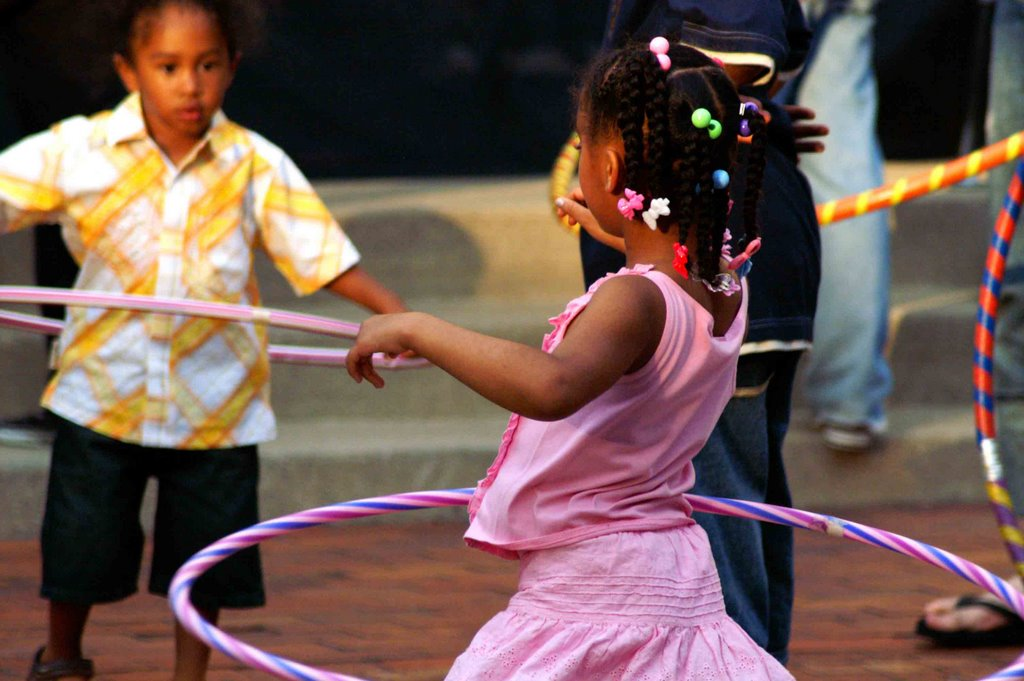
Enfants jouant au hula hoop.

Le hula hoop, aussi écrit hula-hoop ou houla-hop, est un jeu consistant à faire tourner un cerceau, principalement autour de la taille, par un déhanchement rythmé.

## Histoire
En 1958, les américains Arthur Melin et Richard Knerr, fondateurs de la marque américaine de jouets Wham-O, imitant le cerceau de bambou utilisé par les enfants australiens, créent le hula hoop. Ils utilisent pour sa fabrication un nouveau plastique : le Marlex à base de polyéthylène.
Avec un énorme engouement dans les années 1958 et 1959 (quarante millions de cerceaux vendus la première année), le hula hoop devient une forme de danse portée dans la chanson entre autres aux États-Unis par The Hula Hoop Song interprétée par Georgia Gibbs, en France par Annie Cordy et en Italie par Adriano Celentano.
Depuis, le hula hoop est entré dans le monde du spectacle et a inspiré les artistes de cirque contemporain, notamment Le Cirque du Soleil. Il est aussi pratiqué par des adultes adeptes de la « hoopdance », gymnastique recommandée pour renforcer les abdominaux et affiner la taille.
Des personnes ont fait des performances parues dans le Livre Guinness des records liées au hula hoop comme : le hula hoop avec le plus grand cerceau ou le plus de temps à en faire en une fois.
Il existe des hula hoops « démontables » qui se plient en deux ou en quatre comme les arceaux d’une tente ce qui facilite le transport de l’instrument.

## Physique du hula hoop
Lorsque l'on pratique le hula hoop, le corps se déplace sur un cercle autour d'un point fixe mais sans tourner sur lui-même. Le cerceau reste en contact avec le corps, sans glisser, et son centre se déplace sur un autre cercle autour du même point fixe, à la même vitesse angulaire.
Chez des pratiquants amateurs du hula hoop le cerceau tourne autour du bassin en environ 0,7 s et il forme un angle d'environ 14° avec l'horizontale. Chez une athlète confirmée comme Jin Linlin la période de rotation peut descendre à 0,45 s ce qui lui offre plus de possibilités, notamment de faire tourner plus d'une centaine de cerceaux en même temps.

## Culture populaire
Le film Le Grand Saut de Joel et Ethan Coen (1994) raconte l'histoire fictive de l'invention du hula hoop aux États-Unis en 1958.
Depuis quelques années[Quand ?] en convention, la discipline revient à la mode : de plus en plus de jongleurs manipulent des hula hoops, en rotation autour des membres du corps ou en isolation (jonglerie de contact).